# Iona (cieśnina)

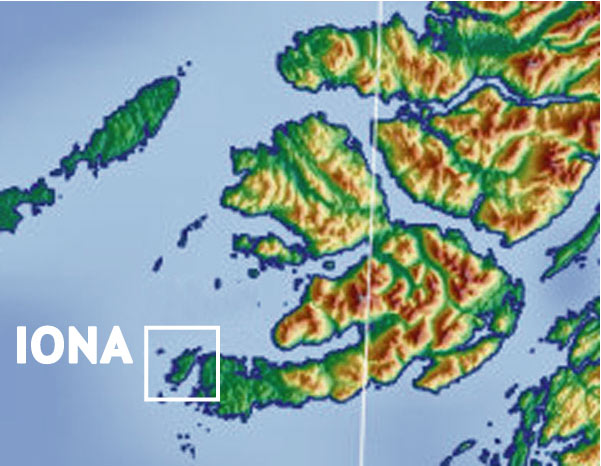

Iona – cieśnina w Szkocji, między wyspą Mull i Iona.